# Stefan Kopeć (ekonomista)
Stefan Kopeć (ur. 9 lipca 1912 w Palikówce, zm. 8 listopada 1983) – polski działacz ludowy, poseł na Sejm PRL V kadencji.

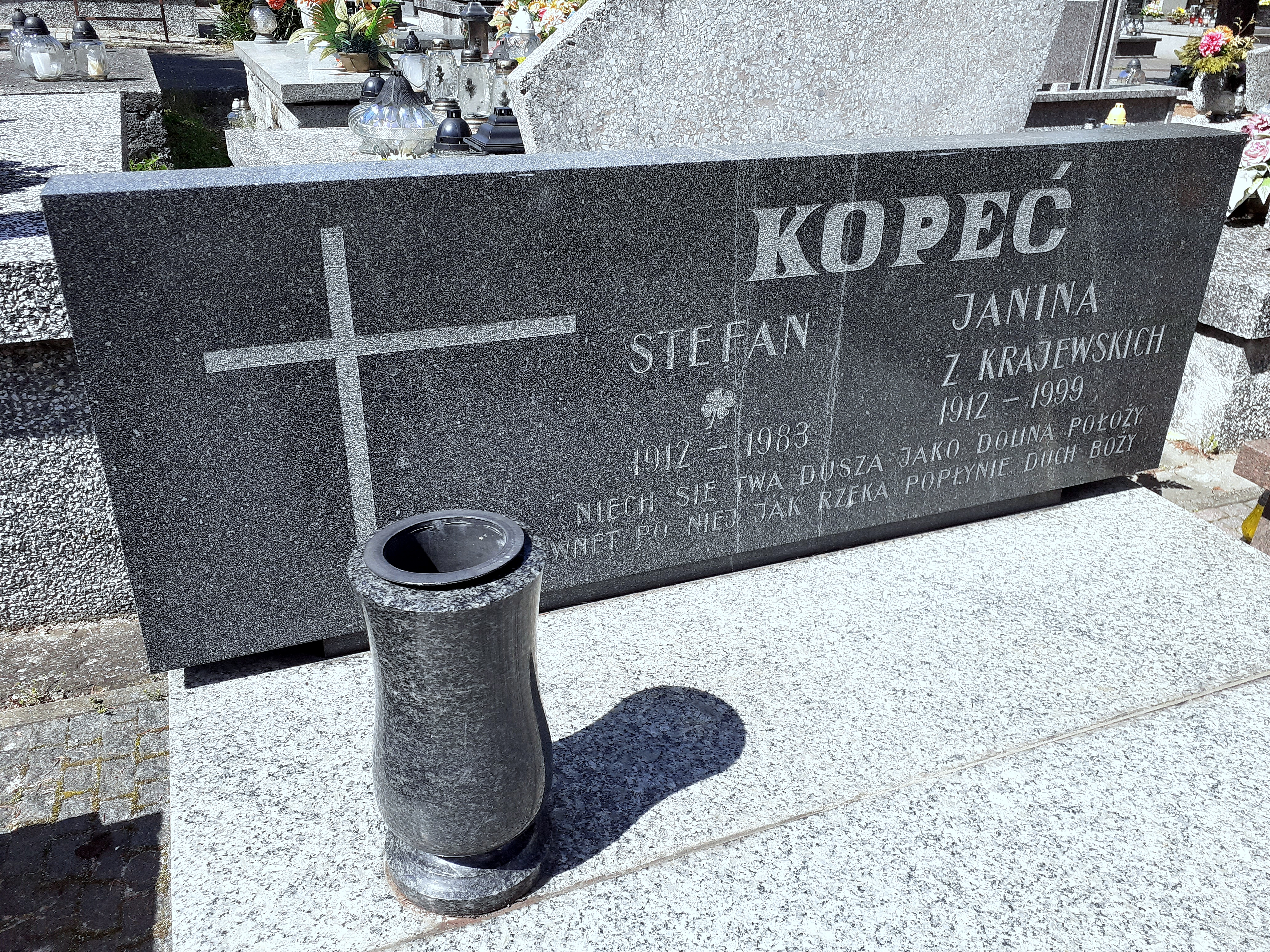
Grobowiec Stefana i Janiny Kopeciów

## Życiorys
Uzyskał wykształcenie średnie, z zawodu ekonomista. Pracował na stanowisku dyrektora Okręgowej Centrali Spółdzielni Ogrodniczych w Rzeszowie. W 1969 uzyskał mandat posła na Sejm PRL w okręgu Krosno z ramienia Zjednoczonego Stronnictwa Ludowego. Zasiadał w Komisji Przemysłu Lekkiego oraz w Komisji Przemysłu Lekkiego, Rzemiosła i Spółdzielczości Pracy.
Pochowany na cmentarzu Wilkowyja w Rzeszowie.

## Odznaczenia
- Złoty Krzyż Zasługi
- Odznaka 1000-lecia Państwa Polskiego